# Neukirchen (Triftern)
Neukirchen (ⓘ) ist ein Gemeindeteil des Marktes Triftern im niederbayerischen Landkreis Rottal-Inn. Bis 1978 bildete es unter dem Namen Neukirchen b. Pfarrkirchen eine selbstständige Gemeinde.

## Lage
Neukirchen liegt etwa drei Kilometer südwestlich von Triftern im Isar-Inn-Hügelland an der Einmündung der Staatsstraße 2324 in die Staatsstraße 2112.

## Geschichte
Neukirchen dürfte wohl von Triftern aus besiedelt worden sein. Vorsichtige Schätzungen datieren dies in die Zeit zwischen 1000 und 1100 n. Chr. Man geht davon aus, dass zu dieser Zeit eine Holzkirche als Versammlungsort der Pfarrgemeinde diente. Eine erste Steinkirche könnte dann der Auslöser für den Ortsnamen gewesen sein. Der erste Hinweis auf Newenkirchen stammt aus dem Jahr 1333. 1482 hieß der Ort Newnkirchn, 1532 gehörte die Obmannschaft Neunnkirchen zum Amt Pfarrkirchen, ebenso als nunmehr Neukirchen im Jahr 1665. Nach Ausweis der Konskription von 1752 gehörte die Obmannschaft Neukirchen zum Amt Triftern im Pfleggericht Reichenberg.
Bei der Bildung der Steuerdistrikte 1809 entstand aus den Obmannschaften Neukirchen und zum Teil Voglarn der Steuerdistrikt Neukirchen. 1818 ging daraus die landgerichtische Gemeinde Neukirchen hervor. Die Ortschaft Neukirchen führte laut Vollzugsanzeige des Vermessungsbezirkes Pfarrkirchen an das Königliche Kataster-Bureau ab 15. September 1889 den Namen Neukirchen bei Pfarrkirchen. Die Gemeinde Neukirchen b. Pfarrkirchen, die zum Landkreis Pfarrkirchen gehörte, hatte 1964 32 Ortsteile. Sie wurde im Zuge der Gebietsreform in Bayern zum 1. Mai 1978 aufgelöst und dem Markt Triftern eingegliedert. Der Zusatz „bei Pfarrkirchen“ wird seither weggelassen. Im Zeitraum 1991 bis 2010 wurde eine Dorferneuerung durchgeführt.
Nach fünfjähriger Bauzeit wurde im Dezember 2016 die Umgehungsstraße (St 2112) fertig und der Ort seitdem massiv vom Durchgangsverkehr entlastet.
Kirchlich war Neukirchen ursprünglich eine Filiale der Pfarrei Triftern. 1866 wurde die Expositur und 1886 die Pfarrei Neukirchen bei Pfarrkirchen geschaffen.

## Sehenswürdigkeiten
- Pfarrkirche St. Johannes der Täufer. Zwischen 1450 und 1500 wurde das damals vorhandene Kirchenschiff im spätgotischen Stil ausgebaut. Mit der Barockisierung wurde 1690 bis 1691 die gotische Einrichtung durch einen barocken Choraltar ersetzt. 1881 erhielt die Kirche eine neugotische Ausstattung und einen neuen Turm. 1914 erfolgte eine neuerliche Verlängerung. 1957 wurde die neugotische Ausstattung weitgehend entfernt. Der damals entstandene Hochaltar enthält eine gotische Pieta um 1340/1350.

## Vereine
- Freiwillige Feuerwehr Neukirchen
- Brandunterstützungsverein Neukirchen
- Eschbachschützen Neukirchen e. V.
- Förderverein Bürgerhaus Neukirchen
- Jagdgenossenschaft Neukirchen
- Katholischer Frauenbund Neukirchen
- KLJB Neukirchen
- Krieger-, Soldaten- und Reservistenkameradschaft Neukirchen
- Seniorentreff Neukirchen
- Stopsclub Neukirchen
- TSV Neukirchen e.V.
- VdK-Ortsverband Neukirchen